# 斯捷普 (舍佩蒂夫卡區)
50°1′18″N 27°6′31″E / 50.02167°N 27.10861°E
斯捷普（烏克蘭語：Степ），是烏克蘭的村落，位於該國西部赫梅利尼茨基州，由舍佩蒂夫卡區負責管轄，始建於1600年，面積0.02平方公里，海拔高度279米，2001年人口56，人口密度每平方公里3,500人。